# Phương thức sản xuất
Phương thức sản xuất (tiếng Đức: Produktionsweise), một khái niệm trong kinh tế chính trị và học thuyết duy vật lịch sử của chủ nghĩa Marx, là cách thức con người thực hiện quá trình sản xuất vật chất ở những giai đoạn lịch sử nhất định của xã hội loài người.

## Khái niệm
Theo Karl Marx, phương thức sản xuất là tổ hợp hữu cơ cụ thể của lực lượng sản xuất và quan hệ sản xuất. Hay nói khác đi, lực lượng sản xuất và quan hệ sản xuất là hai mặt của phương thức sản xuất, chúng tồn tại không tách rời nhau, tác động qua lại lẫn nhau một cách biện chứng, tạo thành sự phù hợp của quan hệ sản xuất với trình độ phát triển của lực lượng sản xuất.
Đối với Marx, 'bí mật' tổng thể của "tại sao/như thế nào" mà trật tự xã hội tồn tại và các nguyên nhân của các thay đổi xã hội cần phải khám phá trong phương thức sản xuất cụ thể mà xã hội đó có. Ông còn chứng minh xa hơn rằng phương thức sản xuất thể hiện sự tồn tại qua bản chất của phương thức phân phối, phương thức lưu thông và phương thức tiêu thụ, tất cả chúng cùng nhau tạo thành môi trường kinh tế. Để hiểu cách thức mà của cải được phân bổ và tiêu thụ, thì cần thiết phải hiểu các điều kiện mà nó đã được sản xuất ra.
Phương thức sản xuất là đặc biệt lịch sử đối với Marx vì nó tạo thành 'tổng thể hữu cơ' (hay tái sản xuất tổng thể), mà nó có khả năng tái tạo liên tục các điều kiện ban đầu của chính nó, và vì thế nó tồn tại theo những cách thức ổn định nhiều hay ít trong hàng thế kỷ hoặc thậm chí hàng thiên niên kỷ. Bằng cách tạo ra lao động thặng dư xã hội trong một hệ thống cụ thể, các giai cấp lao động tái sản xuất liên tục những nền tảng của trật tự xã hội. Khi các lực lượng sản xuất mới hay các quan hệ xã hội mới phát triển đến mức mâu thuẫn với phương thức sản xuất hiện hành, phương thức sản xuất này sẽ hoặc là tiến hóa mà không làm mất đi cấu trúc cơ sở của nó, hoặc là bắt đầu bị phá vỡ. Khi đó nó chuyển sang thời kỳ chuyển tiếp của bất ổn và mâu thuẫn xã hội, cho đến khi trật tự xã hội mới được thiết lập với phương thức sản xuất mới.

### Lực lượng sản xuất
Lực lượng sản xuất là sự kết hợp giữa người lao động với tư liệu sản xuất, trước hết là công cụ lao động để tạo ra sức sản xuất vật chất nhất định. Kết cấu của lực lượng sản xuất bao gồm:
- Người lao động (lực lượng lao động)
- Tư liệu sản xuất gồm: 
  - Đối tượng lao động hay đối tượng sản xuất: đất đai, nguyên vật liệu, thông tin...
  - Công cụ lao động hay công cụ sản xuất
  - Phương tiện lao động: đường xá, cầu cống, bến bãi, kho...
  - Khoa học - kĩ thuật

Lực lượng sản xuất quyết định quan hệ sản xuất. Khuynh hướng chung của sản xuất vật chất là không ngừng phát triển. Sự phát triển đó xét đến cùng bắt nguồn từ sự biến đổi và phát triển của lực lượng sản xuất mà trước hết là công cụ lao động. Sự phát triển của lực lượng sản xuất được đánh dấu bằng trình độ của lực lượng sản xuất; được thể hiện trình độ chinh phục tự nhiên của con người trong những giai đoạn lịch sử nhất định; được biểu hiện ở trình độ của công cụ lao động, kinh nghiệm, kỹ năng lao động của con người, trình độ tổ chức và phân công lao động xã hội, trình độ ứng dụng khoa học vào sản xuất... Gắn với trình độ của lực lượng sản xuất là tính chất của lực lượng sản xuất. Trong lịch sử xã hội, lực lượng sản xuất đã phát triển từ chỗ có tính chất cá nhân lên tính chất xã hội hoá. Sự phát triển của lực lượng sản xuất đến một trình độ nhất định làm cho quan hệ sản xuất trở thành không phù hợp, kìm hãm lực lượng sản xuất phát triển, tất yếu dẫn đến việc thay thế quan hệ sản xuất cũ bằng quan hệ sản xuất mới để thúc đẩy lực lượng sản xuất tiếp tục phát triển. Thay thế quan hệ sản xuất cũ bằng quan hệ sản xuất mới cũng có nghĩa là phương thức sản xuất cũ mất đi, phương thức sản xuất mới ra đời.

### Quan hệ sản xuất
Quan hệ sản xuất là quan hệ giữa người với người trong sản xuất vật chất. Quan hệ sản xuất là hình thức xã hội của sản xuất, nó do con người tạo ra, nhưng lại hình thành một cách khách quan trong quá trình sản xuất, không phụ thuộc vào ý muốn chủ quan của con người. Các quan hệ kiểm soát và phân chia sản phẩm được sản xuất ra trong xã hội, thông thường được đưa ra trong các hình thức của luật, lệ và các quan hệ giữa các giai cấp xã hội. Quan hệ sản xuất bao gồm:
- Quan hệ sở hữu về Tư liệu sản xuất.
- Quan hệ trong tổ chức, quản lý sản xuất.
- Quan hệ trong phân phối sản phẩm.

Quan hệ sản xuất có tính độc lập tương đối và tác động trở lại sự phát triển lực lượng sản xuất. Quan hệ sản xuất phù hợp với trình độ phát triển của lực lượng sản xuất là động lực thúc đẩy lực lượng sản xuất phát triển; nếu không phù hợp sẽ kìm hãm sự phát triển của lực lượng sản xuất. Khi đó, theo quy luật chung, quan hệ sản xuất cũ sẽ được thay thế bằng quan hệ sản xuất mới phù hợp với trình độ phát triển của lực lượng sản xuất để thúc đẩy lực lượng sản xuất phát triển.
Theo Marx, tổ hợp của lực lượng và quan hệ sản xuất có nghĩa là cách thức mà con người tác động tới thế giới vật chất và cách thức mà con người có quan hệ xã hội với nhau, được gắn kết cùng nhau theo những cách thức cần thiết và cụ thể nào đó. Con người cần phải tiêu dùng để tồn tại, nhưng để tiêu dùng thì con người phải sản xuất, và trong quá trình sản xuất họ cần thiết phải tham gia vào các quan hệ mà chúng tồn tại độc lập với ý chí của họ.

## Các phương thức sản xuất
Theo Marx, xã hội loài người trong các giai đoạn lịch sử và ở các khu vực khác nhau có thể trải qua 7 phương thức sản xuất khác nhau. Cụ thể là:
1. Phương thức sản xuất cộng sản nguyên thủy: Xã hội loài người được tổ chức trong các cấu trúc bộ lạc truyền thống với ít hơn 50 người trên một đơn vị sản xuất, điển hình bởi việc chia sẻ sản xuất và tiêu thụ toàn bộ sản phẩm xã hội. Do không có sản phẩm thặng dư nào được sản xuất, nên không có khả năng tồn tại các giai cấp thống trị. Do phương thức sản xuất này không có sự phân chia giai cấp, nó được coi là xã hội không giai cấp. Các công cụ của thời kỳ đồ đá, các hoạt động săn bắn, hái lượm và nông nghiệp thời kỳ đầu là các lực lượng sản xuất chính của phương thức sản xuất này.
2. Phương thức sản xuất châu Á: Đây là đóng góp gây tranh cãi của học thuyết Marx, nguyên thủy được sử dụng để giải thích các công trình xây dựng bằng đào đắp đất lớn tiền slavơ và tiền phong kiến ở Trung Quốc, Ấn Độ, Ơ-phrát và lưu vực sông Nin (và nó được đặt tên trên cơ sở này của các chứng cứ nguyên thủy có được từ châu Á). Phương thức sản xuất châu Á được cho là hình thức sơ khai của xã hội có giai cấp, trong đó một nhóm nhỏ thu được các sản phẩm thặng dư xã hội bằng bạo lực nhắm vào các nhóm cộng đồng định cư hay không định cư trong lãnh thổ đó. Sự bóc lột lao động là khai thác lao động cưỡng bức không trả công trong thời kỳ nhàn rỗi mỗi năm (để xây dựng những công trình như kim tự tháp ở Ai Cập, đền thờ ở thung lũng Mesopotamia cổ đại và Ba Tư, nhà tắm công xã cổ ở Ấn Độ hay Vạn lý trường thành ở Trung Quốc). Ngoài ra việc bóc lột lao động cũng là việc bòn rút sản phẩm trực tiếp từ các cộng đồng bị bóc lột. Dạng sở hữu chính của phương thức này là chiếm hữu tôn giáo trực tiếp trong các cộng đồng (làng, xóm thôn, nhóm) đối với tất cả những gì tồn tại trong chúng. Tầng lớp cai trị của xã hội này nói chung là tầng lớp quý tộc bán thần quyền, tự cho mình là hiện thân của thần thánh trên trái đất. Các lực lượng sản xuất chính của xã hội này bao gồm các nông dân với các kỹ thuật canh tác nông nghiệp nền tảng, các công trình xây dựng lớn và các kho chứa khổng lồ của các sản phẩm dành cho phúc lợi xã hội.
3. Phương thức sản xuất chiếm hữu nô lệ: Nó tương tự như phương thức châu Á, nhưng khác biệt ở dạng sở hữu là sự chiếm hữu cá nhân trực tiếp những gì thuộc về loài người. Ngoài ra, tầng lớp thống trị thông thường tránh nói rằng họ là hiện thân của thánh thần mà thích nói rằng họ là hậu duệ của thánh thần, hay tìm kiếm các lý lẽ bào chữa khác để bảo vệ quyền cai trị của mình. Các xã hội Hy Lạp và La Mã cổ đại là các ví dụ điển hình của phương thức sản xuất này. Các lực lượng sản xuất của phương thức này bao gồm nông nghiệp (trồng trọt và chăn nuôi), sử dụng tích cực gia súc trong nông nghiệp làm sức kéo, cũng như hệ thống thương mại bắt đầu phát triển.
4. Phương thức sản xuất phong kiến:
5. Phương thức sản xuất tư bản:
6. Phương thức sản xuất xã hội chủ nghĩa:
7. Phương thức sản xuất cộng sản: